# Huis Estridsen
Het huis Estridsen of de Dynastie der Estriden was een koninklijke dynastie die koning waren van Denemarken vanaf 1047 tot 1412. De dynastie ontleent zijn naam aan Estrid Svendsdatter. Hun familiewapen werd het latere Wapen van Denemarken.

## Geschiedenis
De naam van het Huis Estridsen komt voort uit de periode dat het huis de Deense troon verkreeg door het huwelijk van Ulf Thorgilsson met Estrid Svendsdatter, die een dochter was van Sven Gaffelbaard. De nakomelingen van Ulf en Estrid zouden voor verscheidene eeuwen over Denemarken regeren. De dynastie wist zijn hoogtepunt bereiken met de Unie van Kalmar. De laatste regerende monarch van het huis was koningin Margaretha I van Denemarken.

## Koningen van Denemarken
- 1047-1076: Sven II van Denemarken
- 1076-1080: Harald III van Denemarken
- 1080-1086: Knoet IV van Denemarken
- 1086-1095: Olaf I van Denemarken
- 1095-1103: Erik I van Denemarken
- 1104-1134: Niels van Denemarken
- 1134-1137: Erik II van Denemarken
- 1137-1146: Erik III van Denemarken
- 1146-1157: Sven III en Knoet V van Denemarken
- 1157-1182: Waldemar I van Denemarken
- 1182-1202: Knoet VI van Denemarken
- 1202-1241: Waldemar II van Denemarken
- 1241-1250: Erik IV van Denemarken
- 1250-1252: Abel van Denemarken
- 1252-1259: Christoffel I van Denemarken
- 1259-1286: Erik V van Denemarken
- 1286-1319: Erik VI van Denemarken
- 1319-1326: Christoffel II van Denemarken
- 1326-1329: Waldemar III van Denemarken
- 1329-1332: Christoffel II van Denemarken
- 1340-1375: Waldemar IV van Denemarken
- 1387-1412: Margaretha I van Denemarken